# Verrucella miniacea
Verrucella miniacea is een zachte koraalsoort uit de familie Ellisellidae. De koraalsoort komt uit het geslacht Verrucella. Verrucella miniacea werd in 1878 voor het eerst wetenschappelijk beschreven door Studer. 